# Justina Machado
	Justina Milagros Machado (Chicago, 6 september 1972) is een Amerikaanse actrice en stemactrice.
Machado is het meest bekend van haar rol als Vanessa Diaz in de televisieserie Six Feet Under waar zij in 42 afleveringen speelde (2001-2005). Zij werd met de cast in 2005 en 2006 genomineerd voor een Screen Actors Guild Awards in de categorie Uitstekende Prestatie door een Cast in een Dramaserie, in 2004 won zij met de cast deze prijs.

## Biografie
Machado werd geboren in Chicago als dochter van emigranten uit Puerto Rico in een gezin van twee kinderen. haar ouders zijn later gescheiden, haar moeder hertrouwde en kreeg nog drie kinderen. zij doorliep de high school aan de Lane Technical College Prep High School in Chicago waar zij in 1990 haar diploma haalde. Tijdens haar schooltijd begon zij met acteren bij de theatergezelschap The Latino Chicago Theater Company. Na haar high school verhuisde zij naar New York voor haar acteercarrière, en in 1996 verhuisde zij naar Los Angeles.

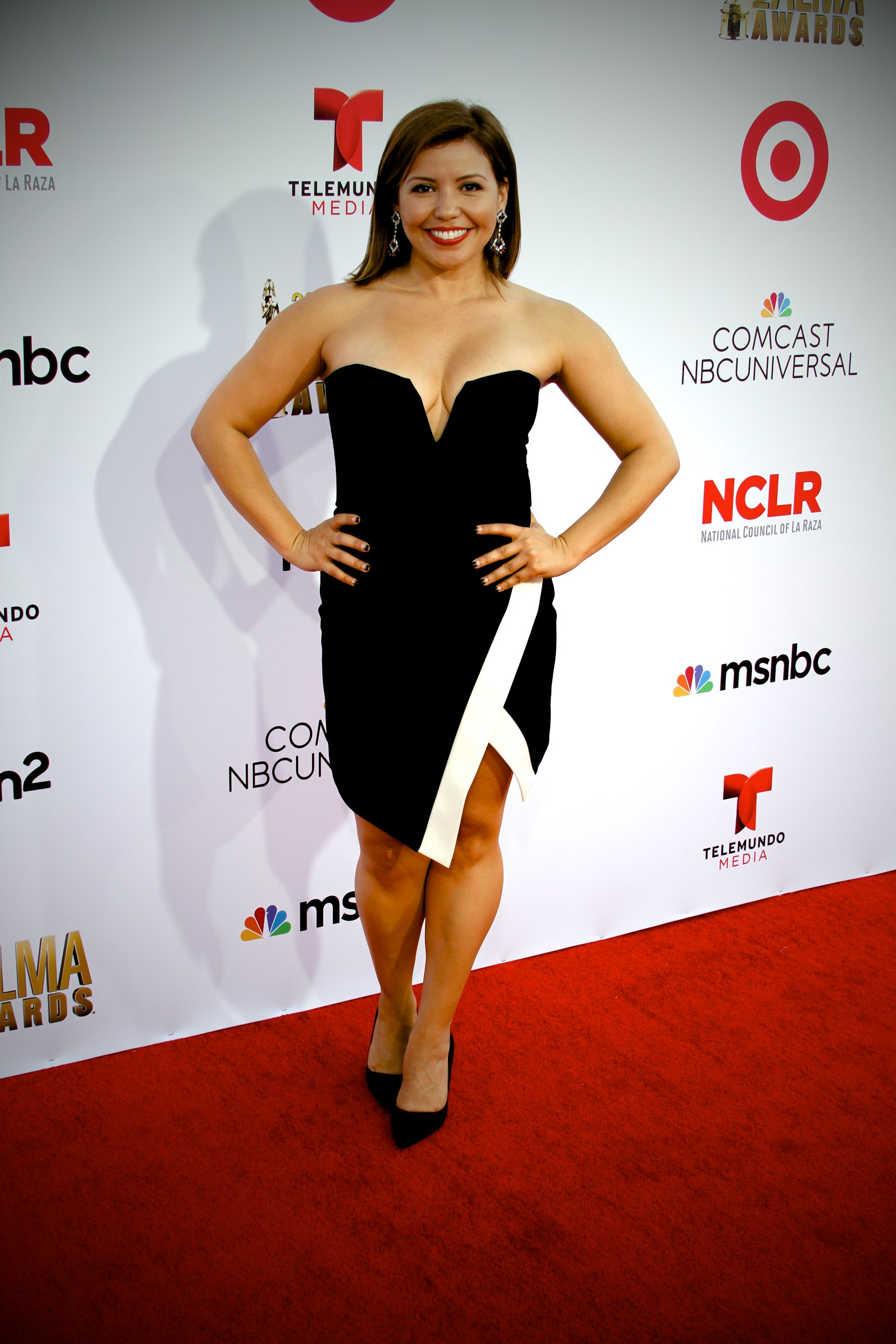
Justina Machado

## Filmografie

### Films
Uitgezonderd korte films.
- 2022 The Ice Age Adventures of Buck Wild - als Zee (stem)
- 2021 Muppets Haunted Mansion - als Zingende Buste
- 2021 Switched Before Birth - als Anna Ramirez
- 2020 All Together Now - als Becky
- 2020 Scoob! - als Jamie Rivera (stem)
- 2019 Family Pictures - als Sylvie
- 2015 Endgame - als Karla
- 2014 Finders Keepers - als Elena Carranza
- 2014 Endgame - als Karla
- 2014 Warriors - als Anna Stonecifer
- 2014 Finders Keepers - als professor Elena Carranza

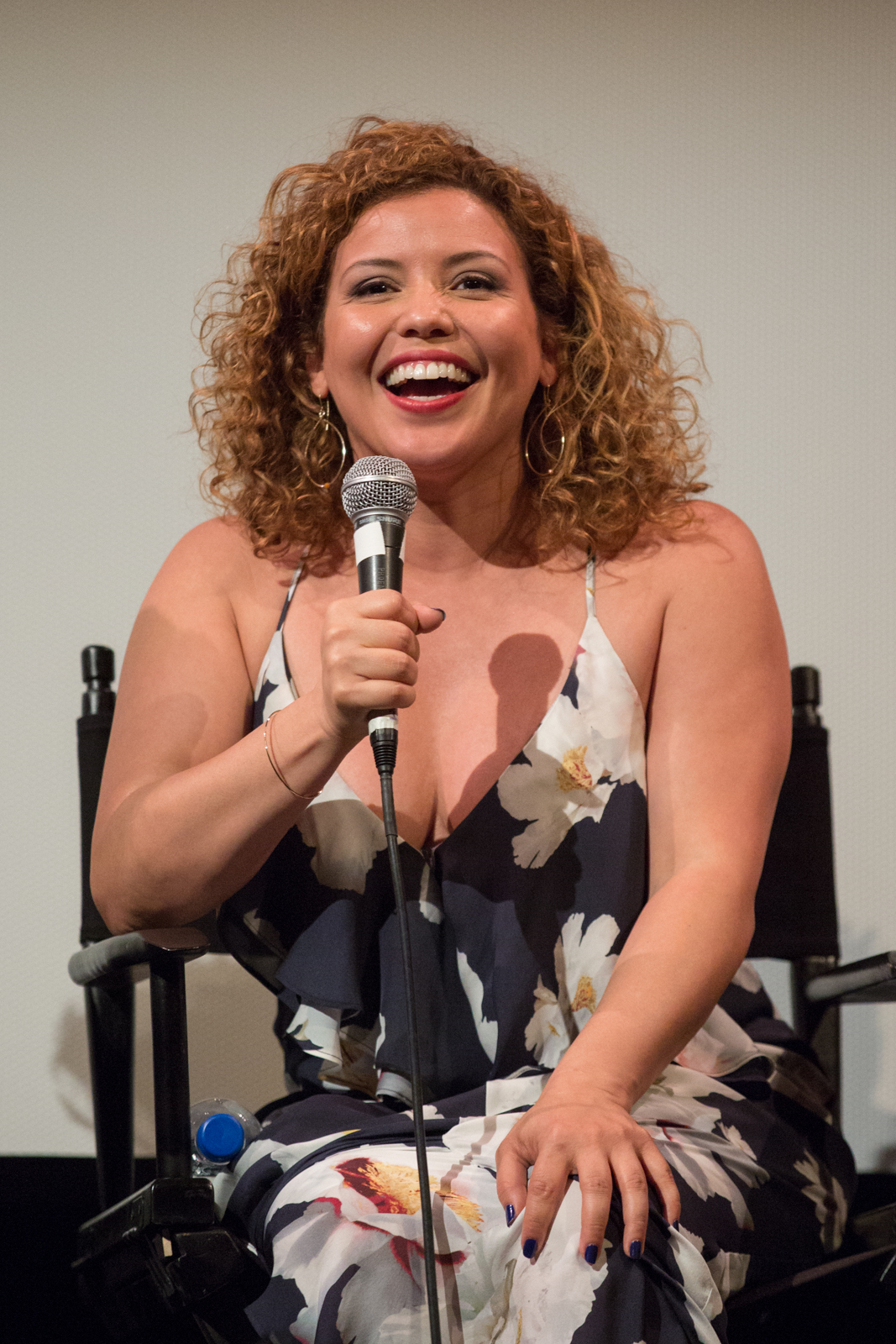
Justina Machado, 2016

- 2014 The Purge: Anarchy - als Tanya
- 2013 The Call – als Rachel
- 2009 In the Electric Mist – als Rosie Gomez
- 2008 Man of Your Dreams – als Sheryl
- 2008 Pedro – als Mily
- 2008 Man Maid – als Terressa
- 2008 The Accidental Husband – als Sofia
- 2007 I Think I Love My Wife – als ambulancemedewerker
- 2006 Little Fugitive – als Natalie
- 2006 Fatal Contact: Bird Flu in America – als Alma Ansen
- 2004 Torque – als Henderson
- 2003 Final Destination 2 – als Isabella Hudson
- 2002 The Johnny Chronicles – als Marisol
- 2002 Full Frontal – als vriendin van Linda
- 2002 Dragonfly – als verpleegster
- 2001 A.I.: Artificial Intelligence – als assistente
- 2001 Sticks – als Maria
- 1999 Swallows – als America
- 1998 The Week That Girl Died – als Marita
- 1997 She's So Lovely – als Carmen Rodriguez
- 1996 No One Would Tell – als Val Cho

### Televisieseries
Uitgezonderd eenmalige gastrollen.
- 2022 Tuca & Bertie - als chef Winter Garcia (stem) - 4 afl.
- 2021-2022 Dragons: The Nine Realms - als Carla Gonzalez - 5 afl.
- 2016-2020 Elena of Avalor - als Carmen (stem) - 9 afl.
- 2017-2020 One Day at a Time - als Penelope Alvarez - 46 afl.
- 2019-2020 Superstore - als Maya - 4 afl.
- 2016-2019 Queen of the South - als Brenda Parra - 15 afl.
- 2016-2017 Jane the Virgin - als Darci Factor - 11 afl.
- 2015 Devious Maids - als Reina - 2 afl.
- 2013 Welcome to the Family – als Lisette Hernandez – 12 afl.
- 2013 The Fosters – als Sonia Rivera – 3 afl.
- 2012-2013 Private Practice – als Stephanie Kemp – 6 afl.
- 2012 Switched at Birth – als verpleegster Munos – 2 afl.
- 2012 Desperate Housewives – als Claudia Sanchez – 2 afl.
- 2009-2010 Three Rivers – als Pam Acosta – 13 afl.
- 2009 ER – als Claudia Diaz – 8 afl.
- 2008 Kath & Kim – als Angel – 2 afl.
- 2007 Ugly Betty – als nicht Clara – 2 afl.
- 2001-2005 Six Feet Under – als Vanessa Diaz – 42 afl.
- 2003-2004 1-800-Missing – als Sunny Estreda – 17 afl.
- 1999-2000 Oh Baby – als Mona – 3 afl.
- 1998-1999 Malcolm & Eddie – als Laura Morales – 2 afl.
- 1997 Goode Behavior – als Raquel DeLaRosa – 5 afl.

### Computerspellen
- 2019 Gears 5 - als Reyna Diaz
- 2016 Gears of War 4 - als Reyna Diaz

- International Standard Name Identifier: 0000 0004 4040 4069
- Library of Congress Control Number: no2008075286
- MusicBrainz: 6a967a43-659c-4827-9d56-1a00f1b11162
- Système universitaire de documentation: 161670318
- Virtual International Authority File: 63818971
- WorldCat: E39PBJvCMgj9qr4MmJVm7CFkDq